# Yuri Pérez
Yuri Pérez (San Bernardo, 9 de agosto de 1966) es un escritor  y editor chileno, una de las voces más representativas de su generación. Poeta y narrador, ha sido aplaudido por la crítica chilena, lo que ha quedado reflejado en los premios que sus obras han recibido.

## Biografía
De padre militar y de madre campesina, Pérez creció en un barrio popular. En su infancia se aficionó a la poesía, la música y el fútbol. Comenzó a escribir versos a los 12 años en la escuela.  
Diplomado en Arte Universidad Mayor: Corrector Profesional de Textos Universidad Diego Portales:  Beca Fundación Neruda, 1994. Fundación Pablo Neruda. Beca Ministerio de las  Artes  y el Patrimonio de Chile: 2012, 2013, 2018.
Pérez comenzó su carrera literaria con poemas, aunque paralelamente también escribía narrativa, sin animarse a estructurar un libro de relatos. Eso cambió cuando sintió que había dejado de componer buenos poemas. «Ahí retomé el trabajo pendiente con la narrativa y es en eso en lo que estoy ahora…», explicó en una entrevista de 2011.
Su primer poemario, Cara et fuego, lo publicó en 1995 y a este le siguieron varias otras obras hasta que, a mediados de los años 2000 se produce una crisis que lo hace volcarse a la narrativa. Como reconocía en el citado texto: «En los últimos cuatro años no he escrito ni un solo poema decente. He escrito poemas mediocres y, frente a eso, mejor enmudecer». 
Como resultado, en 2008 aparece Suite, libro al que la crítica calificó de "técnicamente" su "primera novela", aunque "se mueve entre la prosa y la lírica, diluyendo los límites de los géneros de modo natural, fluido y calmo" (Patricia Espinosa); de "colección de cuentos que en realidad conforman una nouvelle" (Rodrigo Hidalgo); y de "obra híbrida, cuya definición quedará en suspenso". "No se trata de una nouvelle, ni tampoco de una antología de relatos para leer en la playa, sino de postales que describen visitantes diversos e indefinidos, que beben en aviones, juegan futbol por la razón o la fuerza o habitan una casa de palacio" (Guido Arroyo).
Este tránsito, que él considera drástico, fue fructífero y, con su novela Niño feo (2010), ganadora del Premio de la Crítica 2011, lo «ha consolidado como una de las voces más interesantes de la narrativa chilena contemporánea».
Se ha dedicado a la formación de nuevos autores, asesora a escritores emergentes y trabaja también con niños y jóvenes en su formación Literaria. Realiza clases de Escritura y Fomento Lector  en colegios de la Región Metropolitana y en San Bernardo. En esta ciudad, a través del Proyecto de Extensión Cultural de la Municipalidad. Es fundador y director de la "Escuela de Escritores" de San Bernardo.
Admirador de grandes poetas chilenos —Pablo de Rokha, Gabriela Mistral, Jorge Teillier, Enrique Lihn— de los más importantes autores franceses - Charles Baudelaire, Arthur Rimbaud,  Nerval, de la literatura rusa - Gogol, Dostoievski, Sergei Esenin, del argentino Julio Cortázar y de la literatura cubana contemporánea - Lezama Lima y Severo Sarduy,  sus propios poemas y textos de narrativa figuran en una serie de antologías nacionales y extranjeras (Al tiro, Vox, Buenos Aires, 2004; Tábanos. 13 poetas chilenos, ediciones Medianoche, México, 2001; .CL, Narrativa Chilena Contemporánea, Ediciones Universidad Alberto Hurtado, 2015; Gutiérrez II, Antología de Escritores Chilenos Contemporáneos, 2016. Él mismo ha sido, a su vez, autor de antologías (Poetas contemporáneos del Maipo, tomos I y II, 2004 y 2007); editó en 2012 el libro Artistas de San Bernardo. .
Miembro de la Sociedad de Escritores de Chile —y uno de los fundadores de la filial sanbernardina—, ha participado en distintos encuentros de escritores y algunas de sus obras han sido traducidas a otros idiomas. Fue publicado en la Revista de Literatura de la UNAM, México, el año 2014, a partir de su novela " Mentirosa", publicada el año 2013. El año 2018 fue Escritor en Residencia en la Pontificia Universidad Católica de Chile, para impartir Cátedra sobre Escritura Narrativa. 
Ha grabado 4 videopoemas con el documentalista chileno Marcelo Mallea.
El año 2017 publicó la novela titulada " Virgen", Editorial "Narrativa Punto Aparte", Valparaíso, obra que fue presentada en la sede de la Apech, Chile y luego en la Feria Internacional del Libro de la ciudad de Valparaíso, Chile. El año 2021, en el mes de noviembre, presenta su última novela " Diario de provincia", Narrativa Punto Aparte, Valparaìso, obra que ha tenido excelente crítica de especialistas y académicos.  
El año 2016 publicó el libro " Poesía Cubana Contemporánea", libro que fue editado en Santiago de Chile y  presentado en la ciudad de Matanzas, Cuba. Al año siguiente, Yuri Pérez regresa a Cuba, esta vez para presentar sus obras " Niño Feo" y " Virgen". Presenta sus obras en la Casa Memorial Salvador Allende, en la ciudad de La Habana. Luego realiza una lectura y presentación en el Municipio de Limonar, Provincia de Matanzas. El mismo año 2017, se presenta en una serie de encuentros con estudiantes de la Universidad de Matanzas, sede Camilo Cienfuegos. 
Es Editor General del Fondo Editorial de la ciudad de San Bernardo, Chile. En paralelo a esto, realiza clases de Escritura Creativa en distintas instituciones educacionales de Santiago de Chile. Al finalizar el año 2017, Yuri Pérez, emprende el proyecto  "Tejado Ediciones". En lo que guarda relación con sus nuevos proyectos escriturales, editó una plaquette de poesía titulada " Malcriada", en un tiraje de 50 ejemplares. Actualmente trabaja un libro de poesía que ha venido componiendo hace más de 1 año y  dedica tiempo a un proyecto  de " entrevistas", que espera editar y publicar  el año 2019. Su libro de poemas publicado el año 1998, "Mala Yerba" fue traducido al ruso el año 2017. Actualmente reside en su ciudad natal, San Bernardo y realiza clases de Escritura Creativa y apoyo en el ramo de Lenguaje en distintos establecimientos de Santiago de Chile. El año 2018 escribió su libro inédito aún " Cubana". Este año, 2021, luego de su obra " Diario de provincia", según explica en una entrevista,  ha comenzado un silencio escritural. Sin embargo, el año 2023 publica la novela "Rubia" Narrativa Punto Aparte, una obra autobiográfica.

## Obras
- Cara et fuego, poesía, Instituto Nacional de la Juventud, 1994
- Cartas del interno, poesía, Municipalidad de El Bosque, 1995
- Gringa: el canto de los Llanos de Lepe, Creación Editores, 1996
- Mala yerba, poesía, Libros del Llano, 1998
- Antología personal, poesía, autoedición, San Bernardo, 1999
- Antología registrada, poesía, Maipoediciones, 2001
- Cumbia, poesía, La Cáfila, Valparaíso, 2003
- Ceremonia del Cristo blanco, poesía, Fahrenheit producciones, 2004
- Ghetto, poesía y prosa poética escrita entre 1994 y 2006, distribuida en el libro en 12 divisiones;[8] La Cáfila, Valparaíso, 2006
- Suite, narrativa, Puerto Alegre, Valparaíso, 2008 (al año siguiente saca una edición corregida y aumentada en Emergencia Narrativa, Valparaíso)
- Niño feo, novela, Narrativa Punto Aparte, Valparaíso, 2010
- Mentirosa, novela, Narrativa Punto Aparte, Valparaíso, 2012
- La muerte de Fidel, novela, Narrativa Punto Aparte, Valparaíso, 2013
- Escritoras de San Bernardo, antología, Ediciones Casa de la Cultura de San Bernardo, 2014
- San Bernardo. Memoria y actualidad, Ediciones Casa de la Cultura de San Bernardo, 2015
- Poética. Obra examinada, edición revisada de sus poemarios  escritos entre 1994 y 2006; Narrativa Punto Aparte, Valparaíso, 2016
- Antología de poesía cubana contemporánea, Ediciones Caronte, Valparaíso, 2016
- San Bernardo, capital del folklore de Chile, Ediciones Casa de la Cultura de San Bernardo, 2016
- Virgen, novela, Narrativa Punto Aparte, Valparaíso, 2017
- " Cascabel", Antología Narradores Facultad de Letras Pontificia Universidad Católica de Chile, Ediciones Independientes, Valparaíso, 2018
- " Diario de provincia", novela, Narrativa Punto Aparte, Valparaìso, 2021
- " Rubia", novela, Narrativa Punto Aparte, Valparaíso, 2023

## Premios y reconocimientos
- Beca de la Fundación Pablo Neruda (1994)
- Premio Municipal de Literatura de San Bernardo, categoría poesía, 1997
- Beca Fondart del Ministerio de Educación (1997)
- Premio Municipal de Literatura de San Bernardo, categoría poesía, 2001
- Premio Municipal de Literatura de San Bernardo, categoría poesía, 2003
- Premio Municipal de Literatura de San Bernardo, categoría cuento, 2007
- Premio Municipal de Literatura de San Bernardo, categoría novela, 2008
- Premio de la Crítica de Chile 2011 por Niño feo, Novela
- Beca Consejo Nacional del Libro y la Lectura (2012), Chile, Novela "Mentirosa"
- Beca Consejo Nacional del Libro y la Lectura, (2013), Chile,  Novela " La Muerte de Fidel"
- Beca Consejo Nacional del Libro y la Lectura, (2018), Chile, Poesía " Cubana"